# امامزاده اسماعیل (کهک)
امامزاده اسماعیل، روستایی در دهستان فردو بخش فردو شهرستان کهک در استان قم ایران است.

## جمعیت
بر پایه سرشماری عمومی نفوس و مسکن در سال ۱۳۹۵، جمعیت این روستا برابر با ۷۰ نفر (۲۵ خانوار) بوده‌است.